# Nakskov Skibsværft
Nakskov Skibsværft var et skibsværft beliggende i Nakskov på det vestligste Lolland. Værftet blev grundlagt i 1916 af Østasiatisk Kompagni, hvis stifter H.N. Andersen var født i Nakskov. Det fungerede frem til 1987.
Det kendte skib Jutlandia blev bygget på værftet i 1934, og det blev senere, i 1951, lavet om samme sted, hvorpå det fungerede som hospitalsskib i Koreakrigen.
Ud over skibe byggede værftet som noget specielt i 1927 to 105 meter høje trebenede stålmaster til Kalundborg Radiofonistation. Masterne blev anvendt til analoge radioudsendelser på langbølgebåndet frem til 2007, og er siden ombygget med henblik på digitale udsendelser i DRM.
I perioden 1965-1987 lod DSB mange af sine færger bygge på Nakskov Skibsværft, bl.a Peder Paars og Niels Klim. 
Værftet beskæftigede ved sit 50 års-jubilæum i 1966 2.200 ansatte, og det var således i 1960'erne og frem til starten af 1970'erne den største arbejdsplads på Lolland-Falster.
Som nævnt ovenfor, byggede værftet ikke kun skibe. I perioden fra 1967-1968 fremstillede man brofag til den nye Lillebæltsbro og i forbindelse med byggeriet af Farøbroerne blev dennes brodæk fremstillet i moduler på Nakskov Skibsværft.
Nakskov Skibsværft blev opgivet som produktionsværft i januar 1987. Det var planen at værftet skulle fortsætte som udlejningsværft, men den plan måtte ØK opgive. Skibsværftet er i dag delvist revet ned. 
Nogle af bygningerne anvendes af Vestas til produktion af 115 meter store vindmøllevinger, og har 460 medarbejdere.

## Historiske registreringer
- 18. august 1978 - Nakskov Skibsværft afskediger 800 af sine 1.900 ansatte